# Ciénaga del Coro
Ciénaga del Coro é uma localidade situado nas minas do departamento, província de Cordova, Argentina.
É composto por 314 habitantes (INDEC, 2001) e fica situado no cabo ocidental das escalas da montanha de Guasapampa e a 220 quilômetros a cidade de Cordova.

## Economia
A principal atividade econômica da cidade é o turismo em pequena escala e do fim de semana. Se realizam atividades turísticas como a equitacão, o ciclismo, etc.
A cidade foi fundada no dia 7 de agosto de 1651, por Don Bazán de Pedraza.